# 011
『011』（ぜろいちいち）は、1983年11月21日に発売された日本のフォークデュオ、ふきのとうの10thアルバム。

## 概要
- アルバムと同時発売されたシングル「12月の雨」が収録されている。
- タイトルの『011』は、札幌市の市外局番から付けられた。
- ふきのとうの地元である北海道札幌市のレコーディングスタジオ「スタジオジャック」でレコーディングが行われた[1]。

## 収録曲
| #         | タイトル                    | 作詞      | 作曲      | 時間  |
| --------- | --------------------------- | --------- | --------- | ----- |
| 1.        | 「12月の雨」                | 山木康世  | 山木康世  | 5:53  |
| 2.        | 「あいつが唄ったYESTERDAY」 | 細坪基佳  | 細坪基佳  | 4:47  |
| 3.        | 「奴凧」                    | 山木康世  | 山木康世  | 3:39  |
| 4.        | 「案山子と人と烏」          | 山木康世  | 山木康世  | 3:35  |
| 5.        | 「もう帰れない」            | 細坪基佳  | 細坪基佳  | 3:39  |
| 6.        | 「Mon amour rendez-vous」   | 山木康世  | 山木康世  | 3:22  |
| 7.        | 「自転車ラプソディー」      |           | 山木康世  | 0:44  |
| 合計時間: | 合計時間:                   | 合計時間: | 合計時間: | 25:39 |

| #         | タイトル             | 作詞      | 作曲      | 時間  |
| --------- | -------------------- | --------- | --------- | ----- |
| 8.        | 「枯葉」             | 細坪基佳  | 細坪基佳  | 3:37  |
| 9.        | 「紫陽花」           | 細坪基佳  | 細坪基佳  | 4:50  |
| 10.       | 「もの憂げな10月」   | 細坪基佳  | 細坪基佳  | 4:03  |
| 11.       | 「一人ぽっち」       | 山木康世  | 山木康世  | 5:59  |
| 12.       | 「山のロープウェイ」 | 山木康世  | 山木康世  | 4:18  |
| 合計時間: | 合計時間:            | 合計時間: | 合計時間: | 22:47 |

## 曲解説

### A面
1. 12月の雨
同時発売されたシングル曲。バックコーラスに同じ北海道出身の五十嵐浩晃と佐々木幸男が参加した。
2. あいつが唄ったYESTERDAY
3. 奴凧
4. 案山子と人と烏
5. もう帰れない
6. Mon amour rendez-vous
7. 自転車ラプソディー

### B面
1. 枯葉
「12月の雨」のB面（カップリング曲）。
2. 紫陽花
3. もの憂げな10月
4. 一人ぽっち
ストリングスに札幌交響楽団が参加している。
5. 山のロープウェイ
タイトルの「山のロープウェイ」は、札幌市にある藻岩山のロープウェイを指しており、2018年7月5日に『札幌もいわ山ロープウェイ』開業60周年を迎えるのを機に公式テーマソングに起用され[2]、ロープウェイ4階乗り場に歌碑が設置され、開業記念日の7月5日に披露された[2]。

## 参加ミュージシャン
| 12月の雨 - Vocal, Chorus, Acoustic Guitar：細坪基佳 - Vocal, Chorus, 12st. Guitar：山木康世 - E.Guitar, Chorus：佐藤満 - Synthesizer, Chorus：都留教博 - Fender Piano, Acoustic Piano, Synthesizer, Chorus：今泉敏郎 - E.Bass, Chorus：河合徹三 - Drums：平野肇 - Chorus：佐々木幸男・五十嵐浩晃 (Special Thanks) あいつが唄ったYESTERDAY - Vocal：細坪基佳 - Vocal, Acoustic Guitar, Harmonica：山木康世 - E.Guitar：佐藤満 - Percussion：都留教博 - Acoustic Piano, Organ：今泉敏郎 - E.Bass：河合徹三 - Drums, Percussion：平野肇 奴凧 - Vocal, Acoustic Guitar：山木康世 - Vocal, Acoustic Guitar, Chorus：細坪基佳 - 小太鼓, 12st. Guitar, Chorus：佐藤満 - 太鼓, Acoustic Guitar, Cymbals：都留教博 - 小太鼓, Chorus：今泉敏郎 - 小太鼓, Alto Harp, Chorus：河合徹三 - 小太鼓, 大太鼓, Chorus：平野肇 - Chorus：高久光雄 案山子と人と烏 - Vocal, E.Guitar, Chorus：山木康世 - Vocal, Acoustic Guitar, Chorus：細坪基佳 - E.Guitar：佐藤満 - Synthesizer, 808 Rhythm Machine, Chorus：都留教博 - Fender Piano, Synthesizer：今泉敏郎 - E.Bass：河合徹三 - Percussions：平野肇 もう帰れない - Vocal, Chorus：細坪基佳 - Vocal, Acoustic Guitar：山木康世 - E.Guitar, Chorus：佐藤満 - Violin, Synthesizer, Chorus：都留教博 - Acoustic Piano：今泉敏郎 - Chorus：平野肇 Mon amour rendez-vous - Vocal, E.Guitar, Bell：山木康世 - Vocal, Alto Harp：細坪基佳 - E.Guitar, Chorus：佐藤満 - Violin, Chorus：都留教博 - E.Bass, Chorus：今泉敏郎 - Flat Mandolin, Spoon, Ukulele, Chorus：河合徹三 - Floor Tap, Chorus：平野肇 - よいしょ：西川喜隆 自転車ラプソディー - Acoustic Guitar：山木康世・河合徹三 | 枯葉 - Vocal, Chorus：細坪基佳 - Vocal, Banjo：山木康世 - Gut Guitar：佐藤満 - Mandolin, Synthesizer-Accordion, Chorus：都留教博 - Fender Piano：今泉敏郎 - Mandolin, Wood Bass：河合徹三 - Chorus：平野肇 紫陽花 - Vocal, Acoustic Guitar：細坪基佳, 山木康世 - E.Guitar：佐藤満 - Synthesizer：都留教博 - Fender Piano, Synthesizer：今泉敏郎 - E.Bass：河合徹三 - Drums, Percussion：平野肇 もの憂げな10月 - Vocal, E.Guitar：山木康世 - Vocal, Acoustic Guitar, Chorus：細坪基佳 - 12st. Guitar, Chorus：佐藤満 - Organ, Chorus：都留教博 - Fender Piano：今泉敏郎 - E.Bass：河合徹三 - Drums, Percussion：平野肇 - Cello：小島盛史 一人ぽっち - Vocal：細坪基佳 - Vocal, Acoustic Guitar：山木康世 - E.Guitar, Chorus：佐藤満 - Chorus：都留教博 - Fender Piano, Acoustic Piano：今泉敏郎 - E.Bass, Chorus：河合徹三 - Drums：平野肇 - Strings：札幌交響楽団員 - 1st Violin：水谷正志・富岡雅美・横井慎吾 - 2nd Violin：山下浩司・水谷瑛子・富樫耕 - Viola：鹿島淑子・馬場順子 - Cello：小島盛史 山のロープウェイ - Vocal：細坪基佳 - Vocal, Acoustic Guitar：山木康世 - E.Guitar：佐藤満 - Violin：都留教博 - Fender Piano：今泉敏郎 - E.Bass, Synthesizer：河合徹三 - Drums, Percussion：平野肇 |